# Audrieu
Audrieu è un comune francese di 1 039 abitanti situato nel dipartimento del Calvados nella regione della Normandia.

## Società

### Evoluzione demografica
Abitanti censiti